# Emporium (Pennsylvanie)
Le borough d’Emporium est le siège du comté de Cameron, situé dans le Commonwealth de Pennsylvanie, aux États-Unis. Sa population s’élevait à 2 073 habitants lors du recensement de 2010, estimée à 1 833 habitants en 2018.

## Histoire
Emporium est devenu le siège du comté de Cameron en 1861 et a été incorporé en 1864.

## Démographie
| Groupe            | Emporium | Pennsylvanie | États-Unis |
| ----------------- | -------- | ------------ | ---------- |
| Blancs            | 98,1     | 81,9         | 72,4       |
| Métis             | 0,6      | 1,9          | 2,9        |
| Afro-Américains   | 0,5      | 10,9         | 12,6       |
| Asiatiques        | 0,4      | 2,8          | 4,8        |
| Amérindiens       | 0,4      | 0,2          | 0,9        |
| Autres            | 0,1      | 2,4          | 6,2        |
| Total             | 100      | 100          | 100        |
|                   |          |              |            |
| Latino-Américains | 0,6      | 5,7          | 16,7       |

Selon l’American Community Survey, pour la période 2011-2015, 98,36 % de la population âgée de plus de 5 ans déclare parler l’anglais à la maison, 0,76 % déclare parler une langue africaine et 0,87 % une autre langue.

## Source
- (en) Cet article est partiellement ou en totalité issu de l’article de Wikipédia en anglais intitulé « Emporium, Pennsylvania » (voir la liste des auteurs).

1. ↑  (en) « Emporium (Pennsylvanie) », Geographic Names Information System
2. ↑  (en) U. S. Census Bureau, « American FactFinder - Results », sur factfinder.census.gov, US Census Bureau (consulté le 14 août 2019)
3. ↑  « Census of Population and Housing » [archive du 12 mai 2015], U.S. Census Bureau (consulté le 11 décembre 2013)
4. ↑  « American FactFinder » [archive du 11 septembre 2013], Bureau du recensement des États-Unis (consulté le 31 janvier 2008)
5. ↑  « Incorporated Places and Minor Civil Divisions Datasets: Subcounty Resident Population Estimates: April 1, 2010 to July 1, 2012 » [archive du 17 juin 2013], sur Population Estimates, U.S. Census Bureau (consulté le 11 décembre 2013)
6. ↑  (en) « Emporium, PA Population - Census 2010 and 2000 », sur censusviewer.com (consulté le 2 mars 2016).
7. ↑  (en) « Population of Pennsylvania - Census 2010 and 2000 », sur censusviewer.com (consulté le 2 mars 2016).
8. ↑  (en) « American FactFinder - Results », sur factfinder.census.gov (consulté le 26 mars 2017).